# Đại thảm họa động đất Valdivia 1960
Đại thảm họa động đất Valdivia 1960 (tiếng Tây Ban Nha: Terremoto de Valdivia) hoặc trận động đất lớn Chile (Gran terremoto de Chile) ngày 22 tháng 5 là động đất mạnh nhất từng được ghi nhận. Các nghiên cứu khác nhau đã đặt nó ở mức 9,4–9,6 trên thang độ lớn. Nó xảy ra vào buổi chiều (19:11 GMT, 15:11 giờ địa phương) và kéo dài khoảng 10 phút. Kết quả là sóng thần ảnh hưởng đến miền nam Chile, Hawaii, Nhật Bản, Philippines, miền đông New Zealand, đông nam Australia và quần đảo Aleutian.
Tâm chấn của trận động đất megathrust này nằm gần Lumaco, cách thủ đô Santiago khoảng 570 km (350 dặm) về phía Nam, với Valdivia là thành phố bị ảnh hưởng nặng nề nhất. Sự rung chuyển đã gây ra những cơn sóng thần cục bộ làm vỡ nặng bờ biển Chile, với sóng cao tới 25 mét (82 ft). Sóng thần chính chạy qua Thái Bình Dương và tàn phá Hilo, Hawaii. Sóng cao tới 10,7 mét (35 ft) được ghi nhận 10.000 km (6.200 dặm) từ tâm chấn và cách xa Nhật Bản và Philippines.
Số người chết và tổn thất tiền tệ phát sinh từ thảm họa lan rộng này là không chắc chắn. Các ước tính khác nhau về tổng số người thiệt mạng từ trận động đất và sóng thần đã được công bố, trong khoảng từ 1.000 đến 7.000 người thiệt mạng. Các nguồn khác nhau đã ước tính thiệt hại dao động từ 400 triệu đô la đến 800 triệu đô la Mỹ (tương đương 3,39 tỷ đô la đến 6,78 tỷ đô la ngày nay, được điều chỉnh theo lạm phát).
Trận động đất này là một trận động đất siêu mạnh do sự giải phóng ứng suất cơ học giữa mảng Nazca và mảng Nam Mỹ trên rãnh Peru-Chile, ngoài khơi bờ biển phía nam Chile. Do vị trí địa lý của mình, Chile vẫn là một trong những quốc gia có hoạt động địa chấn mạnh nhất trên thế giới